# Scilla latifolia
Scilla latifolia là một loài thực vật có hoa trong họ Măng tây. Loài này được Willd. ex Schult. & Schult.f. miêu tả khoa học đầu tiên năm 1829.